# Zipaquirá
Zipaquirá est une municipalité du département de Cundinamarca en Colombie, connue pour sa cathédrale de sel. Elle a été fondée le 18 juillet 1600 par Luis Enríquez.

## Géographie

### Communes limitrophes
| Pacho      | Cogua     | Nemocón   |
| Subachoque | Zipaquirá | Tocancipá |
| Tabio      | Cajicá    | Sopó      |

## Culture locale et patrimoine

### Lieux et monuments
- Cathédrale de sel ;
- Cathédrale de la Sainte Trinité et de Saint Antoine de Padoue
- El Abra, site préhistorique et d'art rupestre.

### Personnalités liées à la commune
Sport
- Egan Bernal (1997-), vainqueur du Tour de France 2019.
- Stella Castro (1962-), coureuse de fond, multiple championne d'athlétisme.
- Efraín Forero (1930-2022), coureur cycliste colombien.